# 渡部斧松
渡部 斧松（わたべ おのまつ、寛政5年12月4日（1794年1月5日） - 安政3年6月4日（1856年7月5日））は、江戸時代後期の老農、農業指導者、農業経営者。久保田藩において、寒風山山麓の滝の頭湧水から水路を掘削した鳥居長根の開墾、渡部新村の経営をはじめとして、久保田藩の水利、開墾、救済、殖産等の各事業において、多大な功績を遺した。大正4年（1915年）、従五位を追贈された。

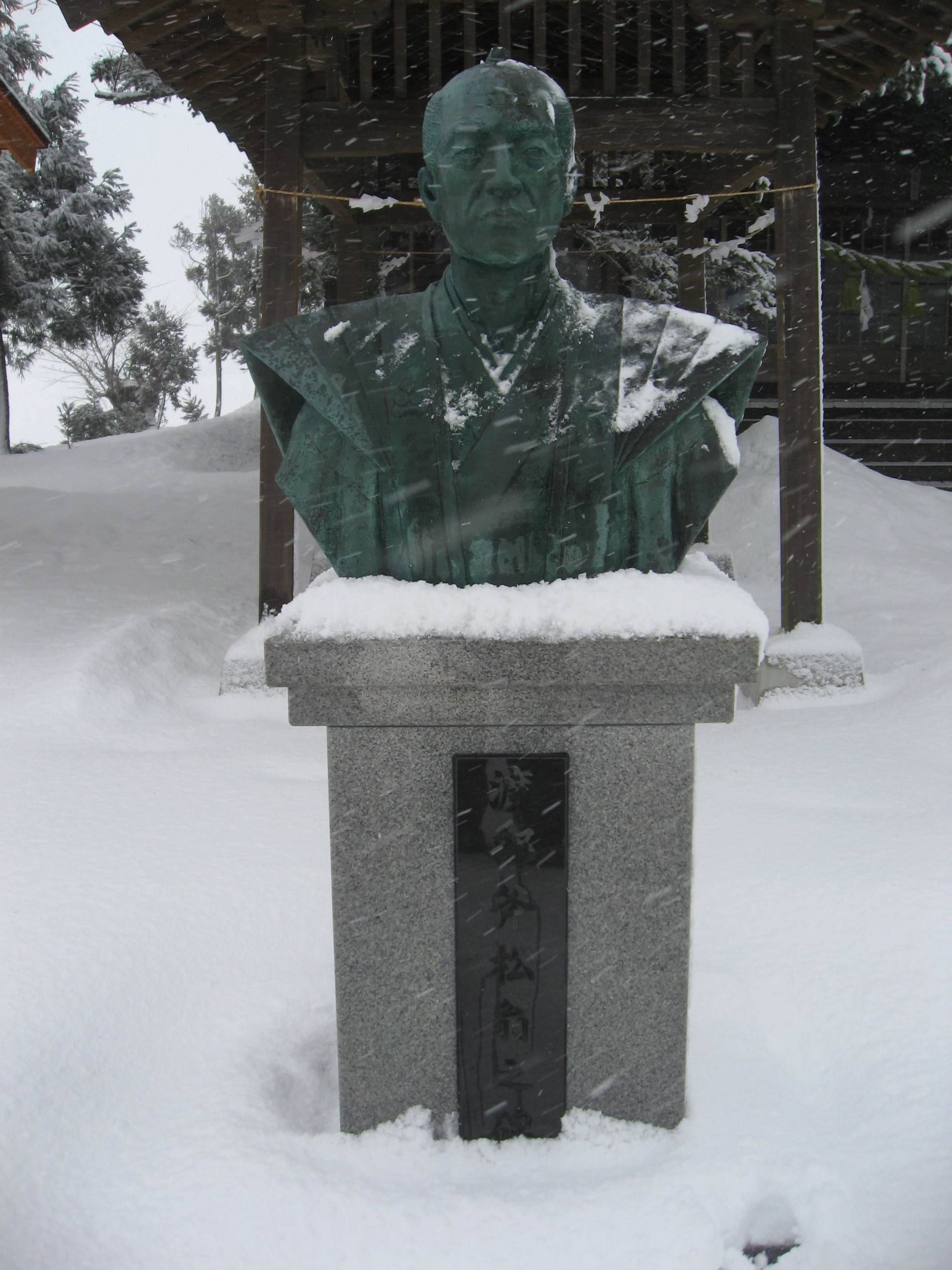
渡部斧松翁像 渡部神社

## 渡部神社
渡部神社（わたなべじんじゃ）には祭神『渡部斧松翁命』（わたなべおのまつおうのみこと）として斧松が岩戸別命とともに祀られる。古来よりあった今木神社に1926年合祀したという。

## 関連文献
- 『日本思想大系〈52〉二宮尊徳・大原幽学』, 岩波書店, 1973年5月
- 『水土を拓いた人びと 北海道から沖縄までわがふるさとの先達』,農山漁村文化協会, 1999年8月